# Eulia
Eulia is een geslacht van vlinders uit de familie van de bladrollers (Tortricidae) en de onderfamilie Tortricinae.

## Soorten
- E. achyritis Meyrick, 1926
- E. ambitana (Zeller, 1877)
- E. ancillana (Kennel, 1899)
- E. capucina (Walsingham, 1907)
- E. citharexylana (Zeller, 1866)
- E. clisias (Meyrick, 1912)
- E. copiosana (Walker, 1866)
- E. crebrana (Zeller, 1877)
- E. chlorippa Meyrick, 1928
- E. defricata Meyrick, 1926
- E. dentata (Meyrick, 1917)
- E. dermatopa Meyrick, 1928
- E. dryoglypta (Meyrick, 1913)
- E. dryonephela Meyrick, 1932
- E. epicremna Meyrick, 1926
- E. eurychlora Meyrick, 1926
- E. falerniana (Walsingham, 1907)
- E. fissiculata (Meyrick, 1917)
- E. flaminia Meyrick, 1926
- E. fletcheriella Köhler, 1939
- E. fuscocinereus (Swezey, 1913)
- E. fuscoviridis (Walsingham, 1907)
- E. grammotorna Meyrick, 1926
- E. haematitis Meyrick, 1931
- E. haemothicta Meyrick, 1926
- E. hyacinthina (Meyrick, 1912)
- E. inclusana (Walker, 1863)
- E. incomptana (Berg, 1875)
- E. incusa (Meyrick, 1917)
- E. insipidana (Zeller, 1877)
- E. juncta Meyrick, 1926
- E. leopardellus (Walsingham, 1897)
- E. leprana (Felder & Rogenhofer, 1875)
- E. leucobactra Meyrick, 1926
- E. leucomelaena (Zeller, 1877)
- E. leucostichas Meyrick, 1932
- E. longiplicatus (Walsingham, 1897)

- E. loxonephes Meyrick, 1937
- E. lutosulana (Zeller, 1877)
- E. lysimachiae Swezey, 1933
- E. memoriana (Zeller, 1877)
- E. ministrana (Linnaeus, 1758) - papegaaibladroller
- E. miserulana (Zeller, 1877)
- E. moniliata Meyrick, 1936
- E. multifurcata Meyrick, 1932
- E. negatana (Walker, 1863)
- E. notocosma Meyrick, 1928
- E. ocystola Meyrick, 1932
- E. oligachthes Meyrick, 1932
- E. ophiodes (Walsingham, 1914)
- E. oppressa Meyrick, 1926
- E. pictoriana (Felder & Rogenhofer, 1875)
- E. prosecta Meyrick, 1932
- E. punctiferanus (Walsingham, 1897)
- E. pycnomias Meyrick, 1928
- E. pyrrhocolona Meyrick, 1926
- E. ranunculata (Meyrick, 1912)
- E. rhizosema Meyrick, 1931
- E. sclerophracta Meyrick, 1936
- E. sectionalis Meyrick, 1932
- E. setosa (Meyrick, 1917)
- E. simiana (Zeller, 1866)
- E. spoliana (Zeller, 1877)
- E. strophota Meyrick, 1926
- E. sublichenoides (Swezey, 1913)
- E. subsenescens (Walsingham, 1907)
- E. terasana Klunder van Gijen, 1912
- E. trapeziodes Meyrick, 1926
- E. triquetra (Walsingham, 1914)
- E. trochilidanus (Walsingham, 1907)
- E. umbellifera Meyrick, 1926
- E. vestitanus (Walker, 1863)